# Comedy mit Karsten
Comedy mit Karsten war eine Comedy-Sendung im Mitteldeutschen Rundfunk (MDR), die seit 2014 aus dem „Neuen Schauspiel“ in Leipzig ausgestrahlt wurde. Mit Beginn der fünften Staffel – im Jahr 2018 wurde sie in Comedy ohne Karsten umbenannt.
Die Gastgeber Julius Fischer und Christian Meyer präsentierten in klassischer Revue-Abfolge Kurzauftritte deutschsprachiger Comedians, durchbrochen mit eigenen Musik- und Comedy-Einlagen der Gastgeber. Fischer und Meyer sind zusammen auch als The Fuck Hornisschen Orchestra in Erscheinung getreten. Als eine Art „stummer Sidekick“ der Sendung trat in den ersten vier Staffeln „Karsten“ in Erscheinung, der im Publikum saß und niemals lachte. Seine Identität wurde streng geheim gehalten.

## Folgen

### Staffel 1
| Folge gesamt | Folge Staffel | Sendedatum         | Gäste                                                                   |
| ------------ | ------------- | ------------------ | ----------------------------------------------------------------------- |
| 1            | 1             | 28. September 2014 | Knacki Deuser, Nico Semsrott, Suchtpotenzial (Band), C. Heiland         |
| 2            | 2             | 5. Oktober 2014    | Tilman Birr, Enissa Amani, Christoph Reuter, Ingmar Stadelmann,         |
| 3            | 3             | 12. Oktober 2014   | El Mago Masin, Maike Greine, Stefan Waghubinger, Markus Krebs           |
| 4            | 4             | 19. Oktober 2014   | Sascha Korf, Zwa Voitrottln, Götz Frittrang, Marek Fis                  |
| 5            | 5             | 2. November 2014   | Abdelkarim, Jens Heinrich Claassen, Ensemble Weltkritik, Marc-Uwe Kling |
| 6            | 6             | 16. November 2014  | Thomas Nicolai, Sebastian 23, Simon & Jan, Markus Barth                 |
| 7            | 7             | 23. November 2014  | Maxi Schafroth, Sandra Petrat, Torsten Sträter, Tobias Mann             |
| 8            | 8             | 30. November 2014  | Konrad Stöckel, Martin Zingsheim, Hennes Bender                         |

### Staffel 2
| Folge gesamt | Folge Staffel | Sendedatum        | Gäste                                                      |
| ------------ | ------------- | ----------------- | ---------------------------------------------------------- |
| 9            | 1             | 13. Mai 2015      | Jens Heinrich Claassen, André Herrmann, Maxi Gstettenbauer |
| 10           | 2             | 20. Mai 2015      | Timo Wopp, die feisten, Ingmar Stadelmann                  |
| 11           | 3             | 27. Mai 2015      | Katja Hofmann, Masud, Ingolf Lück                          |
| 12           | 4             | 3. Juni 2015      | Barbara Ruscher, Fatih Çevikkollu, Till Reiners            |
| 13           | 5             | 10. Juni 2015     | Olaf Schubert, Markus Barth, Jan Philipp Zymny             |
| 14           | 6             | 14. Oktober 2015  | David Werker, Quichotte, Zärtlichkeiten mit Freunden       |
| 15           | 7             | 21. Oktober 2015  | Katja Hofmann, Masud, Ingolf Lück                          |
| 16           | 8             | 28. Juni 2015     | Frank Fischer, Anna Mateur, Torsten Sträter                |
| 17           | 9             | 4. November 2015  | Philipp Scharrenberg, Hans Krüger, Sebastian Krämer        |
| 18           | 10            | 11. November 2015 |                                                            |

### Staffel 3
| Folge gesamt | Folge Staffel | Sendedatum         | Gäste                                                   |
| ------------ | ------------- | ------------------ | ------------------------------------------------------- |
| 19           | 1             | 25. Mai 2016       | Patrick Salmen, Jochen Falk, Philip Simon               |
| 20           | 2             | 1. Juni 2016       | Uta Köbernick, Friedemann Weise Mundstuhl               |
| 21           | 3             | 8. Juni 2016       | HG. Butzko, Liza Kos Helge und das Udo                  |
| 22           | 4             | 15. Juni 2016      | C. Heiland, Felix Lobrecht, Zärtlichkeiten mit Freunden |
| 23           | 5             | 7. September 2016  | Knacki Deuser, Tilman Birr, Christine Prayon            |
| 24           | 6             | 14. September 2016 | Hannes Ringlstetter, Leonie Warnke, Moritz Neumeier     |
| 25           | 7             | 21. September 2016 | Claudius Bruns, Alain Frei, Lutz van der Horst          |
| 26           | 8             | 28. September 2016 | Marco Tschirpke, Horst Evers, Vincent Pfäfflin          |

### Staffel 4
| Folge gesamt | Folge Staffel | Sendedatum      | Gäste                                       |
| ------------ | ------------- | --------------- | ------------------------------------------- |
| 27           | 1             | 21. Juni 2017   | Tahnee, Benjamin Tomkins, Markus Krebs      |
| 28           | 2             | 28. Juni 2017   | Masud, Katie Freudenschuss, Nico Semsrott   |
| 29           | 3             | 5. Juli 2017    | Özcan Cosar, Sarah Bosetti, Fil             |
| 30           | 4             | 12. Juli 2017   | Anna Mateur, Sebastian 23, Friedemann Weise |
| 31           | 5             | 26. Juli 2017   | Abdelkarim, Felix Lobrecht, Torsten Sträter |
| 32           | 6             | 2. August 2017  | Alain Frei, Ingolf Lück, Ingmar Stadelmann  |
| 33           | 7             | 9. August 2017  | Benni Stark, Lisa Eckhart, Bodo Wartke      |
| 34           | 8             | 16. August 2017 | Das Lumpenpack, Archie Clapp, Till Reiners  |

### Staffel 5
| Folge gesamt | Folge Staffel | Sendedatum         | Gäste |
| ------------ | ------------- | ------------------ | --- |
| 35           | 1             | 23. Mai 2018       | Benaissa Lamroubal, Michael Krebs, Vincent Pfäfflin |
| 36           | 2             | 30. Mai 2018       | Nektarios Vlachopoulos, Julian Heun, Moritz Neumeier |
| 37           | 3             | 6. Juni 2018       | El Mago Masin, Helene Bockhorst, Sulaiman Masomi, Musikcomedy-Acapella-Band Füenf                                                                                           |
| 38           | 4             | 13. Juni 2018      | Tan Çağlar, Till Reiners, Felix Lobrecht |
| 39           | 5             | 22. August 2018    | Starbugs Comedy, Mirja Regensburg, Sebastian Krämer, Patrick Salmen |
| 40           | 6             | 29. August 2018    | Simon Stäblein, Sophie Passmann, Jan Philipp Zymny, Musiker und Barkeeper David Weber                                                                                       |
| 41           | 7             | 5. September 2018  | Tino Bomelino, Die Feisten, Matthias Egersdörfer und die Protestband Arbeitsgruppe Zukunft, bestehend aus Boris the Beast, Michael Krebs, Julius Fischer und Marc-Uwe Kling |
| 42           | 8             | 12. September 2018 | Lutz van der Horst, Robert Alan, Team LSD (bestehend aus Volker Strübing und Micha Ebeling), Markus Barth                                                                   |

## Kritik
Die Süddeutsche Zeitung schrieb: „Der Regionalsender MDR will mit seinem Programm nicht mehr nur die Großeltern erreichen, sondern zeigt jetzt auch Comedy von jungen Menschen für junge Menschen. Und die ist sogar lustig. Wahnsinn.“ Julius Fischer äußerte dazu selbst: „Wir sind die Version von Joko und Klaas, die sich der MDR leisten konnte.“